# Excoriatie
Excoriatie of krabeffect is in de geneeskunde een aanduiding voor een oppervlakkig huiddefect zoals door stukkrabben van de huid kan ontstaan. Bij een schaafwond door andere oorzaken dan krabben spreekt men eerder van abrasie.